# 駿河海光夫
駿河海 光夫（するがうみ みつお、1920年1月1日 - 2010年11月24日）は、静岡県静岡市（現：静岡県静岡市駿河区）出身の元大相撲力士、元プロレスラー。本名は杉山 光男（すぎやま みつお）。

## 来歴

### 角界入り
1920年1月1日に静岡県静岡市（現：静岡県静岡市駿河区）で生まれる。幼い頃から身体を動かすことが得意だったため、天竜三郎が結成した関西角力協会へ入門したが、番付に掲載してから僅か2場所の1937年12月に解散となったため、日本相撲協会に帰参する者と同時に新規加入し、1938年1月場所において出羽海部屋から初土俵（幕下付出）で踏んだ。四股名は出身地と天竜三郎に因んで「葵龍（あおいりゅう）」とした。
1939年5月場所から四股名を「駿河海」と改名して順調に出世し、新十両となった1942年1月場所で13勝2敗の好成績で十両優勝を果たすと、同年5月場所でも14勝1敗の好成績で十両優勝を果たし、1943年1月場所で新入幕を果たした。十両時代は東富士欽壹・汐ノ海運右エ門と共に将来を大いに嘱望されていた。この頃から汐ノ海が赤鬼と呼ばれていたのに対して、駿河海は「青鬼」と称された。組んでも離れても十分に相撲が取れる取り口で、突っ張ってから左四つになってからの吊りに威力を発揮したが、新入幕の場所で膝を負傷したことで、その後は一度も幕内で勝ち越すことが出来ないまま、1945年11月場所を最後に廃業した。

#### 主な成績
- 通算成績：94勝69敗1分14休 勝率.577
- 幕内成績：13勝19敗1分14休 勝率.406
- 現役在位：17場所
- 幕内在位：4場所
- 各段優勝
  - 十両優勝：2回（1942年1月場所・5月場所）

#### 場所別成績
| 1938年 （昭和13年） | 幕下付出 6–6           | 東幕下33枚目 3–4     | x                       |
| 1939年 （昭和14年） | 西幕下33枚目 3–4       | 東幕下42枚目 5–3     | x                       |
| 1940年 （昭和15年） | 東幕下22枚目 5–3       | 東幕下8枚目 4–4      | x                       |
| 1941年 （昭和16年） | 東幕下7枚目 3–5        | 東幕下11枚目 7–1     | x                       |
| 1942年 （昭和17年） | 東十両14枚目 優勝 13–2 | 西十両筆頭 優勝 14–1 | x                       |
| 1943年 （昭和18年） | 東前頭17枚目 7–7 1分   | 西前頭16枚目 2–4–9   | x                       |
| 1944年 （昭和19年） | 東十両3枚目 6–9        | 東十両6枚目 6–4      | 東十両2枚目 6–4         |
| 1945年 （昭和20年） | x                      | 東前頭14枚目 2–5     | 東前頭17枚目 引退 2–3–5 |
| 各欄の数字は、「勝ち-負け-休場」を示す。 優勝 引退 休場 十両 幕下 三賞：敢=敢闘賞、殊=殊勲賞、技=技能賞 その他：★=金星 番付階級：幕内 - 十両 - 幕下 - 三段目 - 序二段 - 序ノ口 幕内序列：横綱 - 大関 - 関脇 - 小結 - 前頭（「#数字」は各位内の序列） |                        |                      |                         |

### 幕内対戦成績
| 愛知山 | 1 | 1 | 青葉山 | 0 | 0※ | 葦葉山 | 0 | 1    | 有明   | 0 | 1    |  |  |  |
| 大ノ森 | 1 | 0 | 神風   | 0 | 1  | 九ヶ錦 | 2 | 0    | 高津山 | 0 | 1(1) |  |  |  |
| 琴錦   | 0 | 1 | 小松山 | 1 | 0  | 鯱ノ里 | 0 | 1    | 斜里錦 | 0 | 1    |  |  |  |
| 立田野 | 0 | 1 | 鶴ヶ嶺 | 1 | 0  | 盤石   | 1 | 0    | 常陸海 | 1 | 0    |  |  |  |
| 広瀬川 | 1 | 0 | 二瀬川 | 1 | 0  | 双見山 | 0 | 2(1) | 松浦潟 | 0 | 1    |  |  |  |
| 緑嶋   | 0 | 2 | 若潮   | 0 | 3  | 若瀬川 | 1 | 0    | 若港   | 1 | 0    |  |  |  |

※他に青葉山と引分が1つある。

### プロレスラー転向
大相撲を廃業した駿河海は、自身が経営する小料理屋で細々と生活していた。そんなある日、日本プロレスを創立した力道山がやってきて駿河海にプロレス入りを直接要請した。最初は「足の怪我で引退したのに、いまさら…プロレスなんてやりたくない」と拒否した。力道山は真面目で人格者、さらに人脈が広い駿河海を非常に気に入っており、日本プロレスへ入れれば大きく発展できると判断したためである。やがて力道山の熱意に根負けした駿河海は、地盤が固まるまでという条件付きでプロレスへ転向した。
大相撲時代に膝を怪我していたことで周囲からも活躍は出来ないと思われていたが、1956年の重量別日本選手権大会に出場すると初代日本ジュニア・ヘビー級王者に輝いた。しかし、力道山との権力闘争が勃発するとプロレス界に嫌気が差し、東富士と共にプロレス界を引退した。
2010年11月24日、腸閉塞のため入院先の病院で死去。90歳没。

## 得意技（プロレス）
- 胴絞
- 首投げ
- 股裂き

- 波乗り固め（サーフボードストレッチ）